# デフ・プレジデント・ナウ
デフ・プレジデント・ナウ（英:Deaf President Now、DPN、今こそろう学長を）とは、1988年3月6日から3月13日にかけてアメリカ合衆国のギャローデット大学で起こった、聾である学長の選出を求める学生運動のことである。この抗議は、ろう者の意識革命のきっかけとなり後の聾者ひいては障害者全体の市民権運動に大きな影響を与えた。またアメリカの社会全体が聾者社会と聾文化の存在を認識するきっかけともなり「障害を持つアメリカ人法案」を通過させた遠因となっている。

## 学生運動の概要

### 学生運動のきっかけ
1984年以来の6代目学長だったジェリー・リーが1987年に辞任し、後任が決定された際、ろう学長の選出を期待した学生たちは、3月1日の大規模集会に参加し、また3月5日の祈りの会に参集した。学長最終候補者は3人いたが、1人は聴者で、残りはろう者だった。1988年3月6日に理事会は、ノースカロライナ大学グリーンズボロ校の副学長だった聴者の候補者エリザベス・アン・ジンサーを第7代学長に任命したと発表したが、ジンサーはろう教育分野で経験が浅く、さらに手話が出来なかったため、この決定にギャローデット大学のろう学生達は反発した。

### デフ・プレジデント・ナウ
DPN運動に共鳴した学生たちは、大学の正門を閉じてバリケードで囲み、以下の4つの要求を出した。この運動は教職員や同窓会などに支持されていた。
1. ろう学長を直ちに指名すること。
2. Jane Bassett Spilman理事長は直ちに辞任すること。（彼女は理事会の決定について「ろう者はまだ聴者の世界で役割を果たすことが出来ていない」との理由で説明した。）
3. 現時点では17人聴者と4人のろう者から成り立っている理事会を、理事会メンバーの51%以上がろう者となるように入れ替えること。
4. いかなる報復行為もしないこと。

学生には、世界中からろう者や聴者の支持者が加わり、国立聾工科大学の300人のろう学生がバスでワシントンD.C.にかけつけて来た。他にもアメリカ合衆国やヨーロッパのあらゆるところから支持者がやって来た。3月10日の夕方、ジンサーは辞意を表明し、翌日、約2500人のデモ参加者（1000人のギャローデット大学学生と支持者達）は連邦議会堂まで行進し、リーダーたちはそこで演説し、署名を集めた。行進する際、事前に警察の許可をとる必要があったが、自発的な行進であったため、警察官が制止しようとしてもデモ参加者と意思疎通できなかった。
この運動はまた、新聞やテレビ報道番組に取り上げられており、手話通訳付きで学生運動のリーダーが理路整然と自分たちの主張について説明しているのが放送され、初めてギャローデット大学の存在、そしてろう者の実態を知ることになった。翌年度の学生数が増加したことも関係している。

### 新学長選出
1988年3月13日、理事会は9時間会合した。Philip Bravin新理事長（ろう者）は、Spilman理事長が辞任し、そして、ギャローデット大学芸術学部と科学学部のろう学部長であるキング・ジョーダンを8代目学長に選出したことを発表した。
キング・ジョーダン新学長は、学長就任演説でDeaf people can do anything except hear.（ろう者は聞くこと以外は何でも出来る。）という全米ろう協会事務局長だったフレッド・シュライバーの有名な言葉を引用した。

## メディア
『スイッチ 〜運命のいたずら〜』の第2シリーズ第9話「Uprising」は「デフ・プレジデント・ナウ」25周年記念作で、この出来事をモチーフに制作された。
2025年には運動を題材としたドキュメンタリー映画『デフ・プレジデント・ナウ!』が公開された。